# Karl Schmid (Sänger)

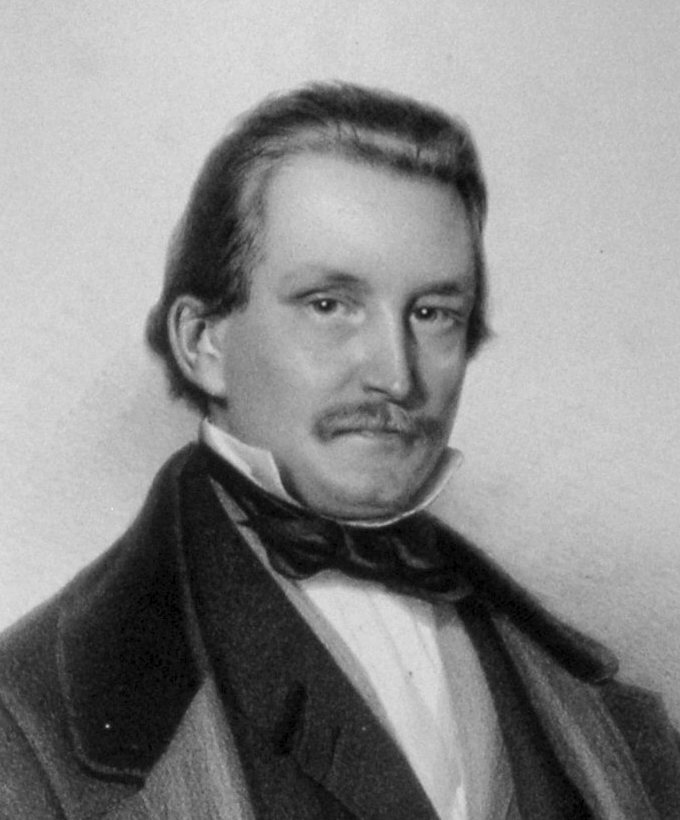
Karl Schmid

Karl Rudolf Schmid (* 9. April 1825 in Uerkheim, Kanton Aargau; † 25. April 1873 in Matzleinsdorf, Wien) war ein Schweizer Opernsänger (Bassbariton).

## Leben und Werk
Karl Schmid war der Sohn eines Pfarrers, dessen Jugendfreund Johann Rudolf Ringier war Schmids Pate. Schmid besuchte das Gymnasium an der Alten Kantonsschule Aarau. Anschliessend studierte er an der Universität Tübingen von 1846 bis 1847 Medizin und wurde von Friedrich Silcher unentgeltlich unterrichtet. Von 1847 bis 1849 hielt er sich an der Universität Würzburg auf. 1850 doktorierte Schmid an der Universität Tübingen und wollte in Lenzburg eine Praxis eröffnen. Als die dortige Prüfungskommission bei Schmid Wissenslücken bemerkte, musste er ein Semester weiterstudieren.
Schmid reiste nach Prag, wo er in verschiedenen Kliniken arbeitete. Der Direktor des Landestheaters, Friedrich August Stöger, wurde auf Schmids Gesangstalent für die Bassstimme aufmerksam und engagierte ihn für die Bühne in Prag, wo er bis 1855 blieb. Schmid debütierte 1852 als «Sarastro» in der Zauberflöte und gastierte 1855 in der gleichen Rolle am Wiener Kärntnertortheater mit so grossem Erfolg, dass er von da an bis zu seinem Tod Mitglied der Wiener Hofoper blieb.
Schmid sang u. a. den «Orovist» in der Oper Norma und feierte damit in London grosse Erfolge. Weitere Stationen waren Dresden, Berlin und Wien. Ab 1885 sang Schmid an der Kaiserlichen Hofoper. Gastspiele führten ihn nach Hamburg, Innsbruck, Amsterdam, Rotterdam und später nach Zürich, Aarau, Aarburg und Lenzburg.
Schmid war verheiratet mit der aus Lenzburg stammenden Fanny, geborene Stirnemann. Nach ihrem Tod erkrankte Schmid, was sich auf seine Stimme auswirkte und Depressionen auslöste. Seine letzte Ruhestätte fanden er und seine Ehefrau auf dem protestantischen Kirchhof ausserhalb Matzleinsdorf.